# ルーツィク条約
ルーツィク条約（ルーツィクじょうやく、英語: Treaty of Lutsk）はポーランド＝リトアニア共和国のルーツィク（現ウクライナ領）において、1711年4月13日に締結された、ロシア・ツァーリ国とモルダヴィア公国の間の秘密条約。1710年から1711年までの露土戦争が勃発した直後に締結されたこの条約ではモルダヴィアがロシアの対オスマン戦争において援軍を派遣、ロシア軍が越境してモルダヴィアの要塞に駐留軍を置くことを許可した。モルダヴィア代表はモルダヴィア府主教ゲデオンであったが、条約はモルダヴィア公ディミトリエ・カンテミールが起草した。